# AFRiCA
「AFRiCA」（アフリカ）は、TRUE KiSS DESTiNATiONが1999年4月7日にリリースした1枚目（メジャーデビュー以前から通算すると6枚目）のシングル。

## 背景
所属レーベルであるTRUE KiSS DiSCが1999年2月にソニー・ミュージックエンタテインメント（SMEJ Associated Records）の傘下に入ったことにより、本作からメジャーリリースとなる。
シングルでは初となるCDでの発売だが、4月16日にはアナログ盤も発売されている。なお、アナログ盤は引き続きインディーズでの流通であり、規格品番もインディーズ時代の「TRUEKA」を引き継いでいる。

## 楽曲解説

### AFRiCA
TOTOの楽曲「アフリカ」（原題: Africa）のカヴァー。フォードCMソングに起用された。
Asamiは原曲を数回しか聴いたことがなかったので勉強として聴こうとしたが、小室は「オリジナリティが無くなる」という意向で止めて、敢えて聴かさなかった。
PVの振り付けはマイケル・ジャクソンやティンバランド、ジェイ・Z、ウィル・スミス等とのコラボレーションで有名なファティマ・ロビンソンが担当した。

### PRECiOUS MOMENTS -WHEN WILL I SEE YOU AGAIN-
ザ・スリー・ディグリーズの楽曲「天使のささやき」（原題: When Will I See You Again）のカヴァー。
1998年10月17日にザ・ヒット・ファクトリーで歌入れが行われた。隣にはローリン・ヒルがいた。
インディーズデビュー作として、本楽曲をタイトル曲としたアナログ盤が1999年1月19日に発売された。小室・Asamiの名前は伏せられている。小室は「今回の音は『実は自分が作りました』と言っても嘘に思われるかもしれない位、今までとは違う自信があった」と太鼓判を押し、全く先入観がなく知ってもらえる場所として輸入レコード店の老舗である「CISCO」のみで販売された。
初回出荷分の5000枚を即日で売り切り、その後発売されたリミックス版も完売した。

## 収録曲

### マキシシングル盤（AICT-1049）
| 全編曲: 小室哲哉。 |                                                             |           |            |                     |      |
| #                  | タイトル                                                    | 作詞      | 作曲・編曲 | 作詞・作曲          | 時間 |
| 1.                 | 「AFRiCA (Original)」                                       |           |            | D.PAICHI・J.PORCARO | 5:30 |
| 2.                 | 「AFRiCA (Instrumental)」                                   |           |            |                     | 5:30 |
| 3.                 | 「AFRiCA (Funkmaster Flex Remix)」                          |           |            |                     | 3:51 |
| 4.                 | 「PRECiOUS MOMENTS -WHEN WILL I SEE YOU AGAIN- (Original)」 |           |            | K.GAMBLE・L.HAFF    | 5:18 |
| 合計時間:          | 合計時間:                                                   | 合計時間: | 20:09      |                     |      |

### アナログ盤（TRUEKA-106）
| 全作詞・作曲: D.PAICHI・J.PORCARO、全編曲: 小室哲哉。 |                            |                     |                     |
| #                                                     | タイトル                   | 作詞                | 作曲・編曲          |
| 1.                                                    | 「AFRiCA (Album Version)」 | D.PAICHI・J.PORCARO | D.PAICHI・J.PORCARO |
| 2.                                                    | 「AFRiCA (Instrumental)」  | D.PAICHI・J.PORCARO | D.PAICHI・J.PORCARO |
| 3.                                                    | 「AFRiCA (Beat & Bass)」   | D.PAICHI・J.PORCARO | D.PAICHI・J.PORCARO |

| #  | タイトル                              | 作詞 | 作曲・編曲 |
| -- | ------------------------------------- | ---- | ---------- |
| 1. | 「AFRiCA (Funkmaster Flex Main Mix)」 |      |            |
| 2. | 「AFRiCA (Accapella)」                |      |            |
| 3. | 「AFRiCA (Instrumental)」             |      |            |

備考
A面1曲目の「Album Version」は、マキシシングル盤の「Original」と同一の内容である。

## クレジット
- Produced, Performed : 小室哲哉
- Mixed : KEN KESSIE
- Remixed : Funkmaster Flex (12cmCD:#3)(12inch:B-01,B-03), Ill Will (12inch:B-01,B-03)
- Art Direction, Graphic Design : たけだゆか & 稲田学
- Photo : おいだひで

## 収録アルバム
AFRiCA
- GRAVITY

PRECiOUS MOMENTS -WHEN WILL I SEE YOU AGAIN-
- TRUE KiSS DESTiNATiON
- GRAVITY（「tk mix」として収録）